# Districten van Ghana
Ghana is onderverdeeld in totaal 216 districten in tien regio's. Het gaat hier om gewone districten (districts), gemeentelijke districten (municipal districts) en metropolitane districten (metropolitan districts).

## Ashanti

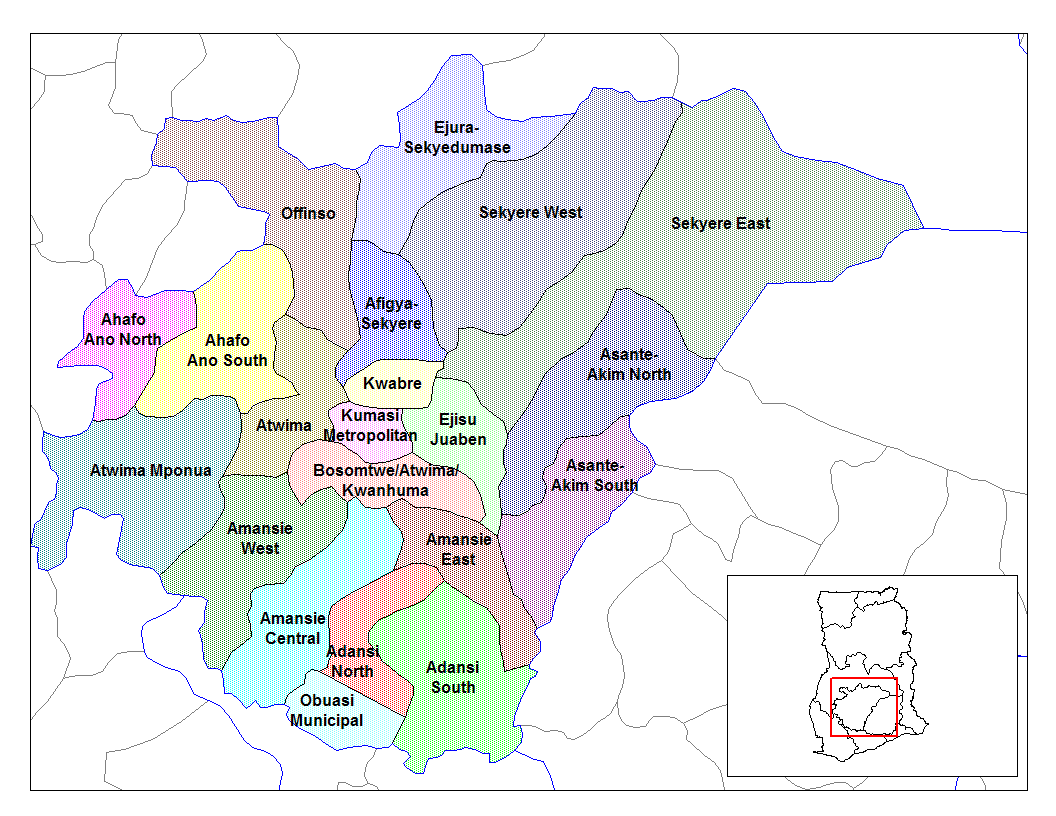
Districten van Ashanti.

Ashanti is verdeeld in 21 districten:
- Adansi
- Afigya-Sekyere
- Ahafo Ano
- Amansie
- Asante Akim
- Atwima
- Botsomtwe/Atwima/Kwanhuma
- Ejisu-Juaben
- Ejura/Sekyedumase
- Kumasi Metropolitan
- Kwabre
- Obuasi Municipal
- Offinso
- Sekyere

## Brong-Ahafo

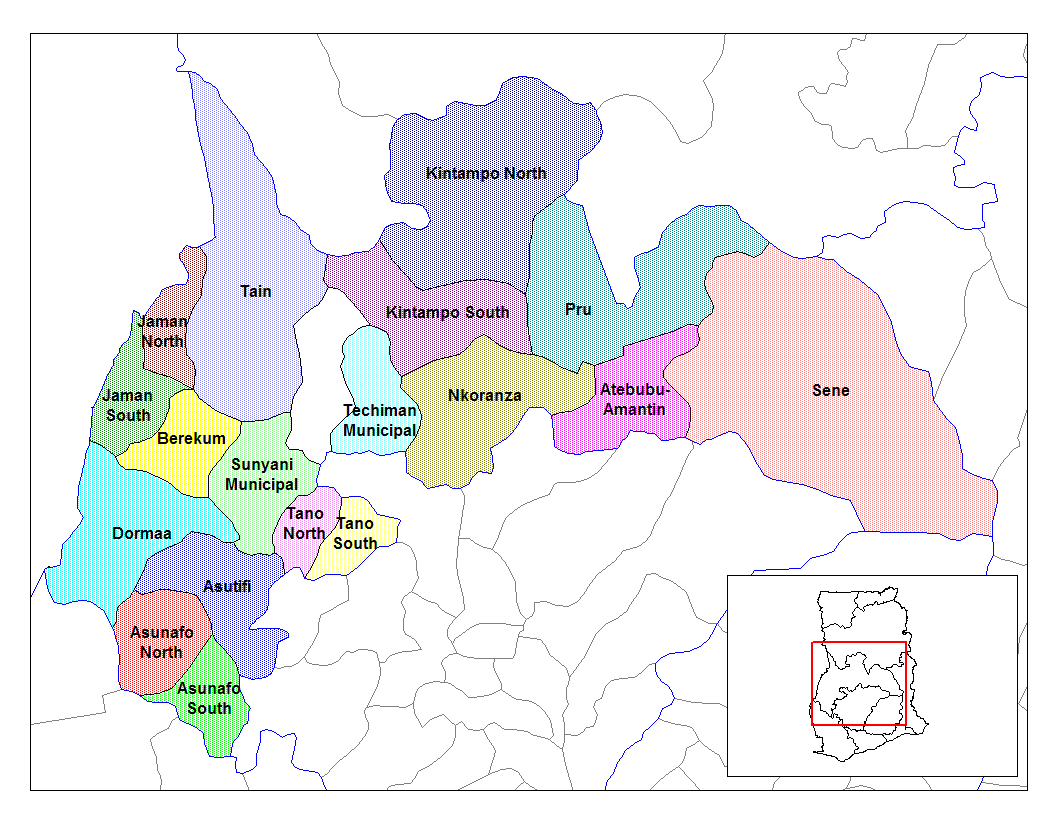
Districten van Brong Ahafo.

Brong Ahafo is verdeeld in 19 districten:
- Asunafo
- Asutifi
- Atebubu-Amantin
- Berekum
- Dormaa
- Jaman North
- Jaman South
- Kintampo North
- Kintampo South
- Nkoranza
- Pru
- Sene
- Sunyani
- Tain
- Tano North
- Tano South
- Techiman Municipal
- Wenchi

## Central

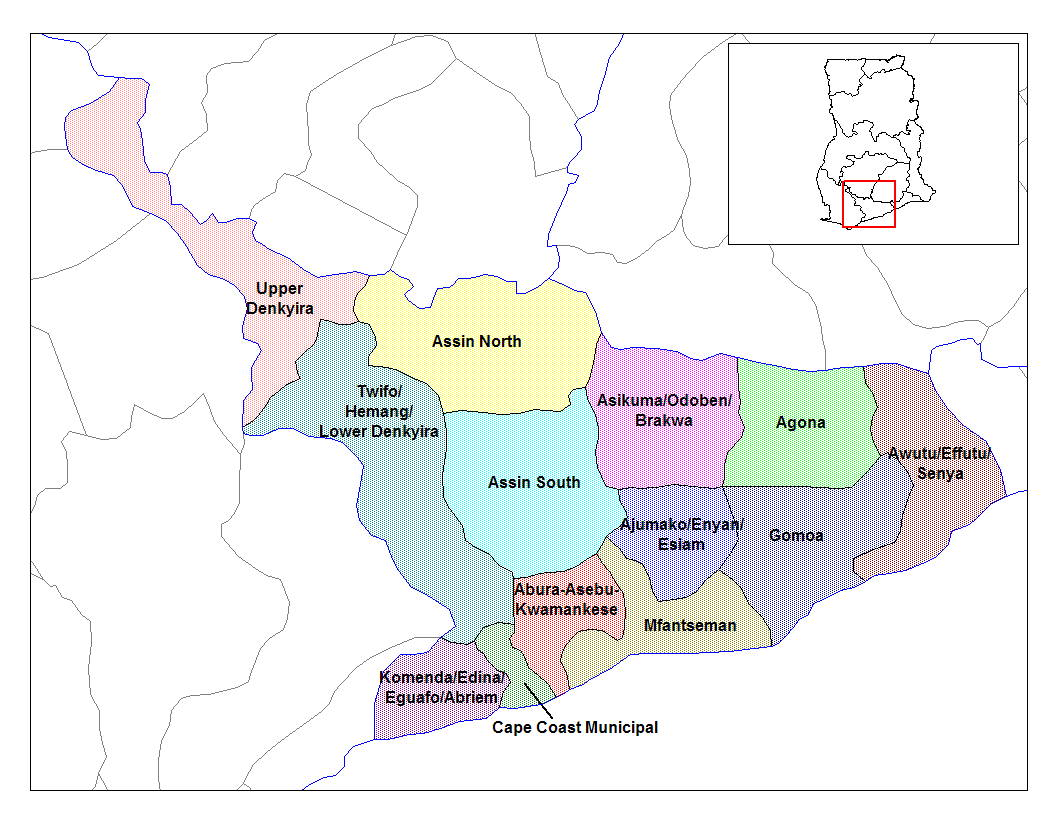
Districten van Central Ghana.

Central is verdeeld in 13 districten:
- Abura/Asebu/Kwamankese
- Agona
- Ajumako/Enyan/Essiam
- Asikuma/Odoben/Brakwa
- Assin North
- Assin South
- Awutu/Effutu/Senya
- Cape Coast Municipal
- Gomoa
- Komenda/Edina/Eguafo/Abirem
- Mfantsiman
- Twifo/Heman/Lower Denkyira
- Upper Denkyira

## Eastern

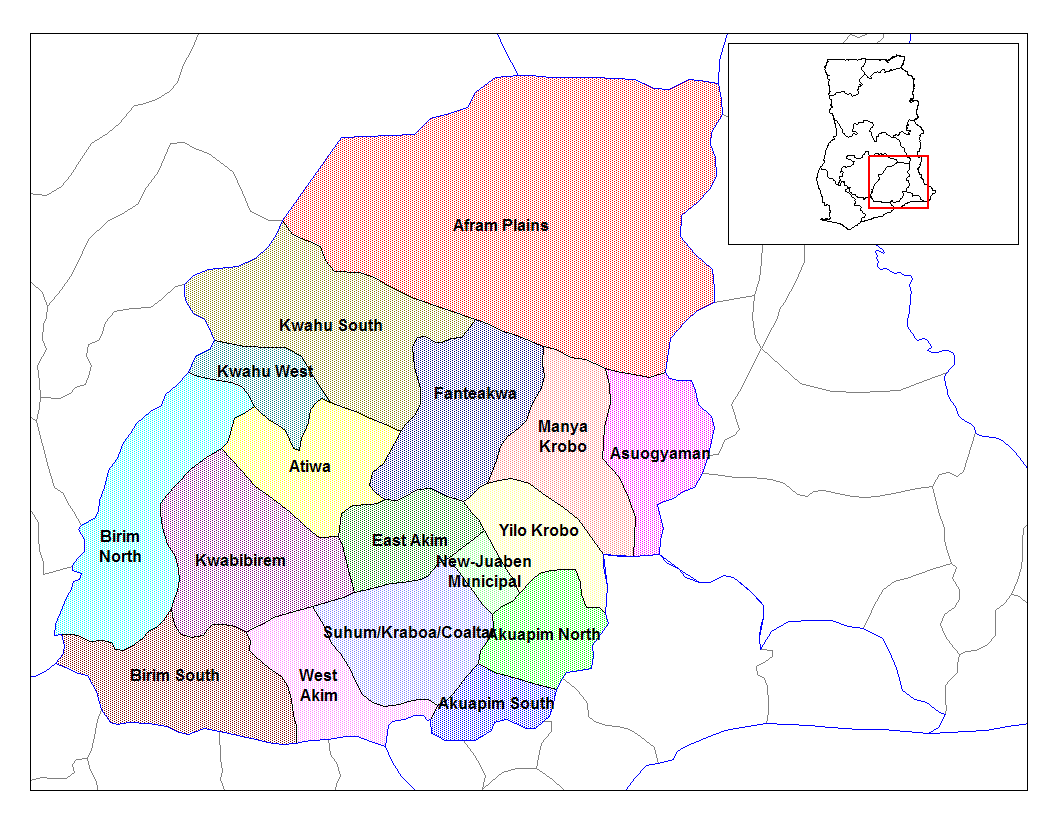
Districten van Eastern Ghana.

Eastern is verdeeld in 17 districten:
- Afram Plains
- Akuapim North
- Akuapim South
- Asuogyaman
- Atiwa
- Birim North
- Birim South
- East Akim
- Fanteakwa
- Kwaebibirem
- Kwahu South
- Kwahu West
- Manya Krobo
- New-Juaben Municipal
- Suhum/Kraboa/Coaltar
- West Akim
- Yilo Krobo

## Greater Accra

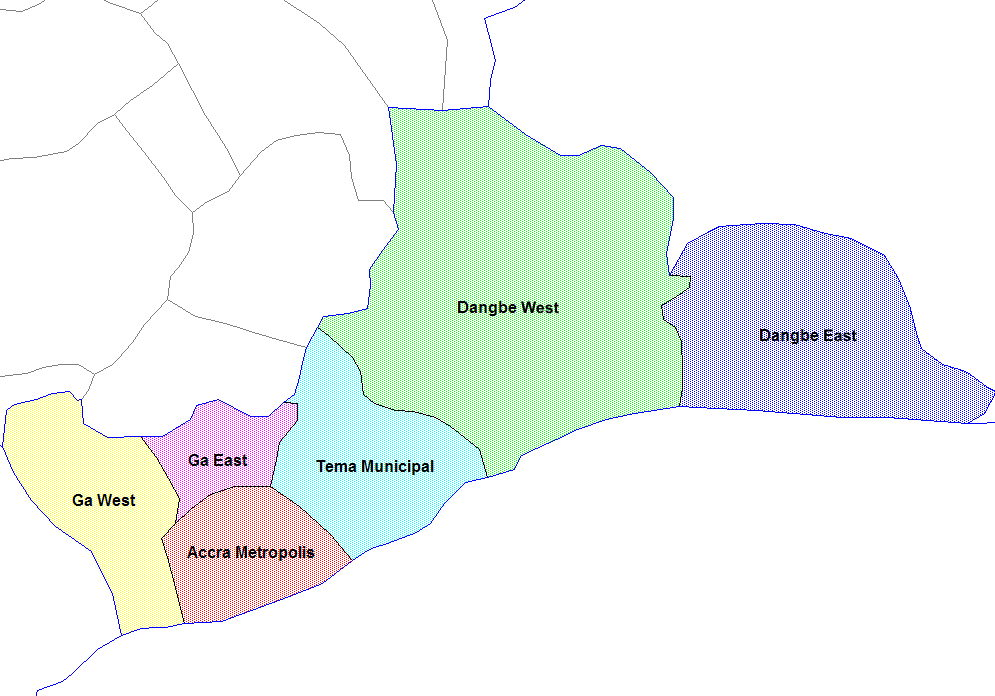
Districten van Greater Accra.

Greater Accra is verdeeld in 6 districten:
- Accra Metropolis
- Dangme East
- Dangme West
- Ga East
- Ga West
- Tema Municipal

## Northern

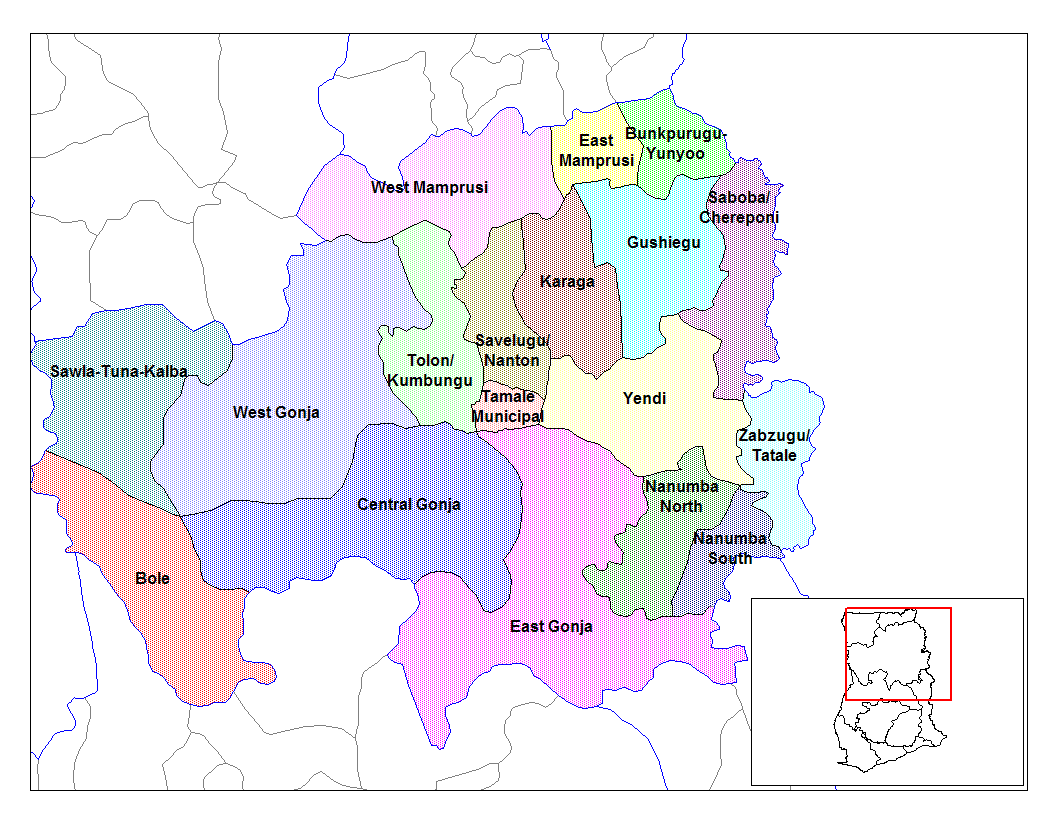
Districten van Northern Ghana.

Northern is verdeeld in 18 districten:
- Bole
- Bunkpurugu-Yunyoo
- Central Gonja
- East Gonja
- East Mamprusi
- Gushiegu
- Karaga
- Nanumba North
- Nanumba South
- Saboba/Chereponi
- Savelugu/Nanton
- Sawla-Tuna-Kalba
- Tamale Municipal
- Tolon/Kumbungu
- West Gonja
- West Mamprusi
- Yendi
- Zabzugu/Tatale

## Upper East

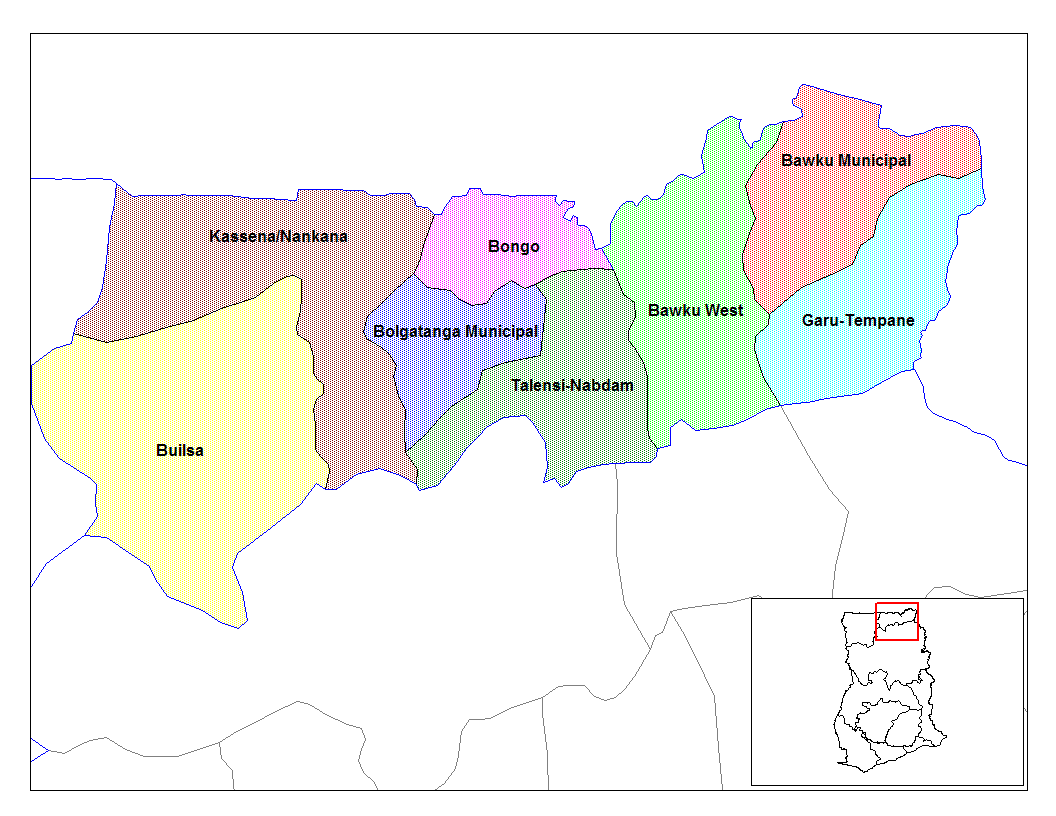
Districten van Upper East Ghana.

Upper East is verdeeld in 8 districten:
- Bawku Municipal
- Bawku West
- Bolgatanga Municipal
- Bongo
- Builsa
- Garu-Tempane
- Kassena/Nankana
- Talensi-Nabdam

## Upper West

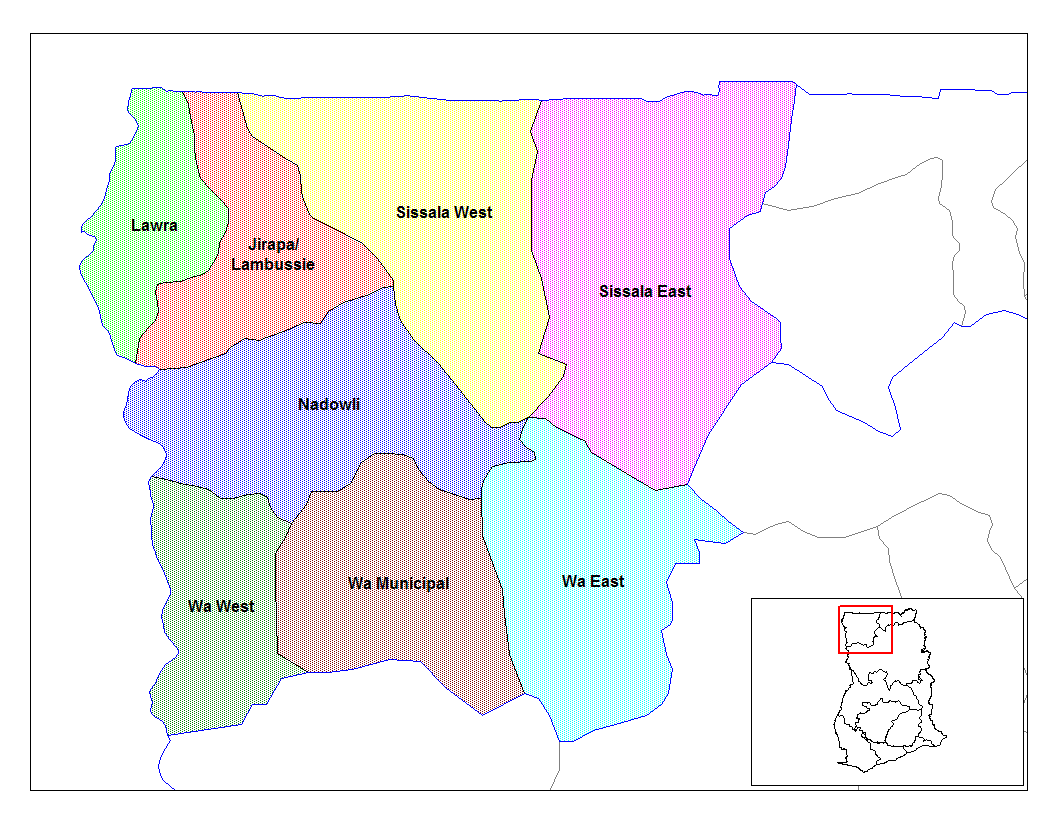
Districten van Upper West Ghana.

Upper West is verdeeld in 8 districten:
- Jirapa/Lambussie
- Lawra
- Nadowli
- Sissala East
- Sissala West
- Wa East
- Wa Municipal
- Wa West

## Volta

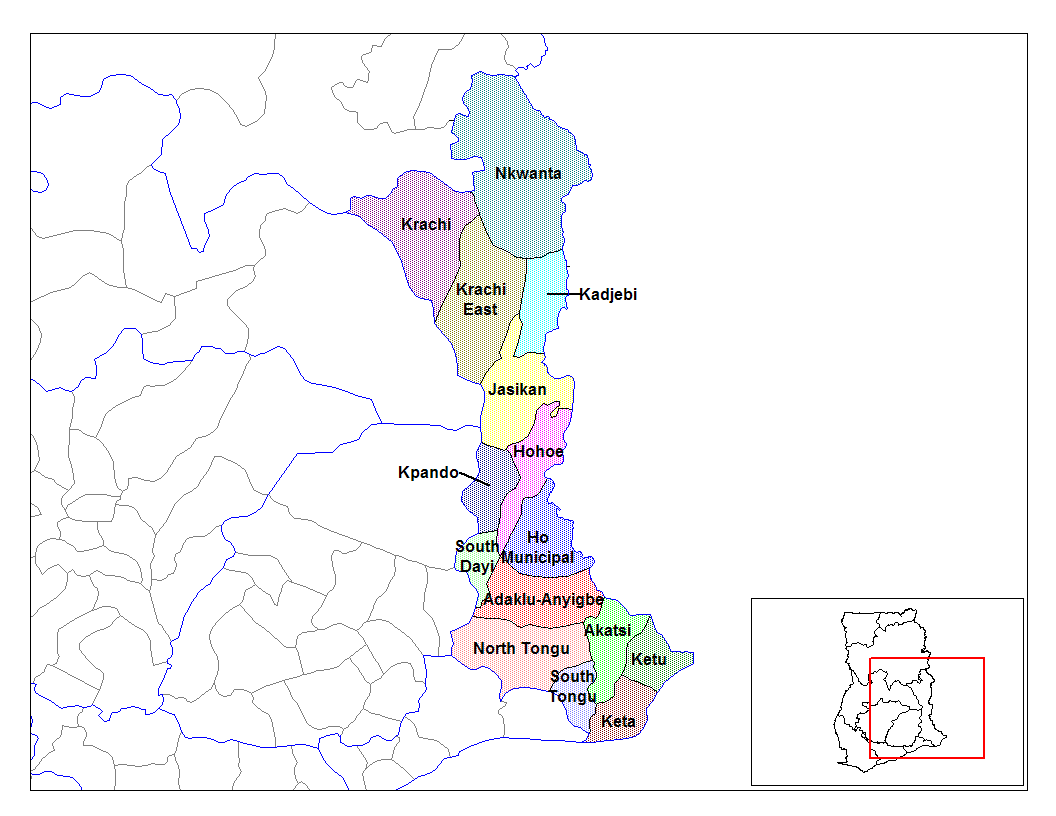
Districten van Volta.

Volta is verdeeld in 15 districten:
- Adaklu-Anyigbe
- Akatsi
- Ho Municipal
- Hohoe
- Jasikan
- Kadjebi
- Keta
- Ketu
- Kpando
- Krachi
- Krachi East
- Nkwanta
- North Tongu
- South Dayi
- South Tongu

## Western

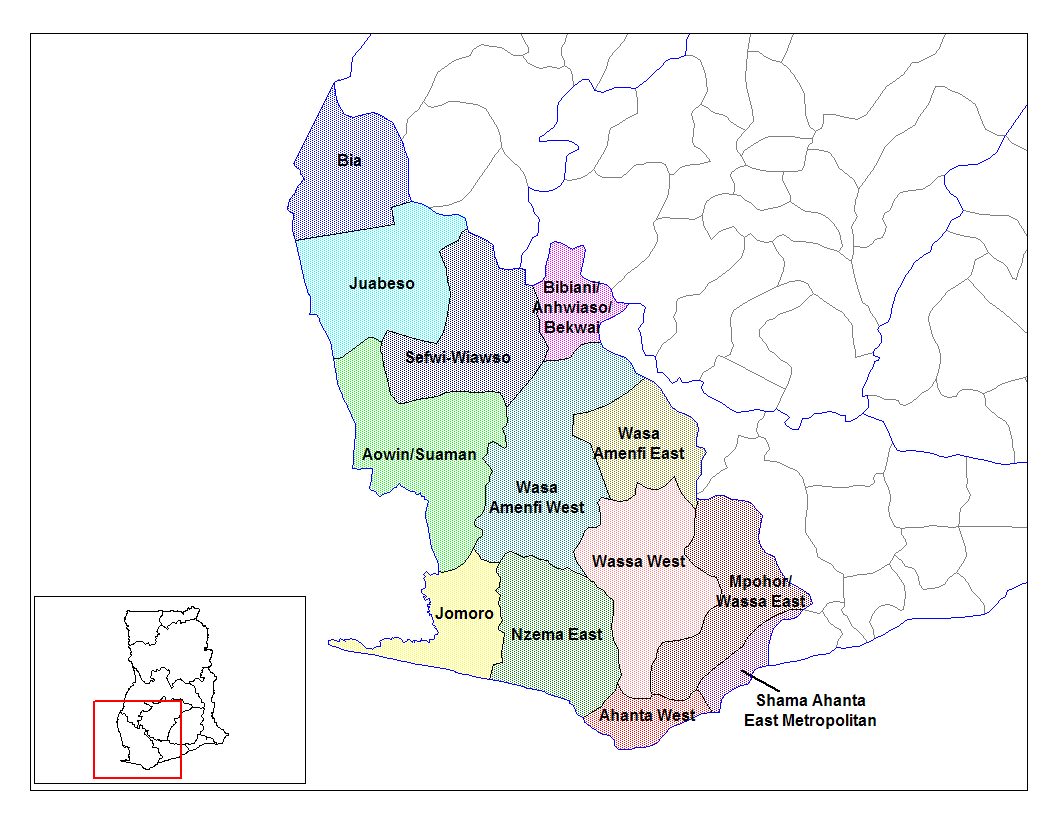
Districten van Western Ghana.

Western is verdeeld in 13 districten:
- Ahanta West
- Aowin/Suaman
- Bia
- Bibiani/Anhwiaso/Bekwai
- Jomoro
- Juabeso
- Mpohor/Wassa East
- Nzema East
- Sefwi-Wiawso
- Shama Ahanta East Metropolitan
- Wasa Amenfi East
- Wasa Amenfi West
- Wassa West